# Face the Raven
Face the Raven è un EP della power metal band britannica Power Quest, pubblicato il 10 settembre 2016. Preceduto dal singolo omonimo, si tratta della prima pubblicazione della band dalla sua reunion, avvenuta il 30 marzo dello stesso anno.
Oltre il leader Steve Williams, dall'ultima formazione ritornano Paul Finnie, Rich Smith e Gavin Owen; a loro si aggiungono il fratello gemello di Gavin, Dan Owen, alla chitarra, e Ashley Edison alla voce.
L'EP include tre tracce: due sono inediti, mentre il terzo è una ri-registrazione del brano Blood Alliance dall'album omonimo. L'ex-cantante Alessio Garavello produsse l'EP e partecipò alle registrazioni, eseguendo i cori in un brano. I due inediti furono poi ri-registrati dalla band l'anno successivo ed inseriti nell'album Sixth Dimension, pubblicato l'11 ottobre 2017.
È l'ultima pubblicazione della band con Gavin, e l'unica con Dan; entrambi i fratelli Owen lasceranno la band il 23 marzo 2017.

## Tracce
1. Face the Raven – 5:24 (Steve Williams)
2. Coming Home (Sacred Land II) – 4:45 (Williams, Ashley Edison)
3. Blood Alliance (2016 mix) – 9:06 (testo: Williams – musica: Andy Midgley, Williams)

## Formazione
- Ashley Edison – voce
- Steve Williams – tastiere, cori
- Dan Owen – chitarra
- Gavin Owen – chitarra
- Paul Finnie – basso
- Rich Smith – batteria

Ospiti
- Alessio Garavello – cori (traccia 2)